# Captain America: Civil War (Soundtrack)
Captain America: Civil War (Original Motion Picture Soundtrack) ist der Soundtrack zum Film The First Avenger: Civil War der Marvel Studios und wurde von Henry Jackman komponiert. Der Soundtrack wurde am 6. Mai 2016 von Hollywood Records veröffentlicht.

## Hintergrund
Im August 2014 gaben die Regisseure des Films, Anthony und Joe Russo, bekannt, dass Jackman, der zuvor auch die Filmmusik zu Captain America: The Winter Soldier komponiert hatte, die Arbeiten an der Fortsetzung übernehmen wird. Der Filmkomponist war zuvor mit mehreren Annie Awards ausgezeichnet worden.

## Titelliste
Der am 6. Mai 2016 veröffentlichte Soundtrack umfasst 21 Lieder und hat eine Gesamtlänge von 69:09 min.
1. Siberian Overture – 2:56
2. Lagos – 2:10
3. Consequences – 2:22
4. Ancestral Call – 2:37
5. Zemo – 3:09
6. The Tunnel – 3:51
7. Celestial Bodies – 1:44
8. Boot Up – 5:16
9. New Recruit – 1:47
10. Empowered – 1:59
11. Standoff – 4:01
12. Civil War – 4:26
13. Larger Than Life – 3:40
14. Catastrophe – 2:36
15. Revealed – 5:38
16. Making Amends – 1:34
17. Fracture – 4:00
18. Clash – 3:54
19. Closure – 5:32
20. Cap’s Promise – 3:46
21. Adagio – 2:18

## Kritiken
James Southall meint, der Soundtrack von Jackman sei im positiven Sinne stilistisch weit von denen der Vorgängerfilme entfernt.
So beginne der Soundtrack in der Siberian Overture mit einem Thema, das klinge, als würde es aus einem alten Thriller stammen, es weise auch insgesamt einige positive Merkmale auf, und er hebt hierbei die glasklare Aufnahme des Orchesters hervor. Auch Lasse Vogt nennt den Soundtrack im Vergleich zum Vorgänger einen deutlichen Schritt nach vorne, auch wenn dieser nicht der beste musikalische Beitrag zum cineastischen Marvel-Universum sei. Den Anfang des Soundtracks beschreibt Vogt als eine leise, langsam eine Spannung aufbauende Melodie, die von Holzbläsern, Streichern und rollenden Trommeln eingespielt wurde, welche von einem schrillen, unirdisch klingenden Klagelaut abgelöst werden. Überzeugt ist Vogt vom Anfang des Soundtracks dennoch nicht vollends: Das große Problem von Jackmans Score ist, dass er teilweise zu anonym und ziellos klingt, um die Titel gezielt den jeweiligen Szenen zuordnen zu können. Die wirklich guten Tracks beginnen erst ab der zweiten Hälfte, davor fehlt der Musik – bis auf einige Ausnahmen – eine klare Linie oder gar Identität, von einem echten Leitmotiv ganz zu schweigen. Mihnea Manduteanu hebt das Lied Catastrophe hervor, das ein klassisches Marvel-Stück sei und durch eine Kombination aus Emotion und epischem Aufbau die Entschlossenheit des Helden zum Ausdruck bringe, der sich gerade aus einer dramatischen Situation befreit hat.

## Charterfolge
Der Soundtrack zum Film erreichte Platz 11 der offiziellen Soundtrack-Album-Charts im Vereinigten Königreich und stieg im Mai 2016 auf Platz 5 in die US-amerikanischen Billboard-Soundtrack-Album-Charts ein. In den US Billboard 200 hatte der Soundtrack auf Platz 168 seine beste Platzierung.